# Brødremenighedens Kirke i Christiansfeld
Brødremenighedens Kirke i Christiansfeld, også kaldet Salshuset, er den Herrnhutiske Brødremenigheds kirke, der ligger ved Grev Zinzendorfs Plads i Christiansfeld. Kirken blev opført i 1776-1777 og udvidet med to sidefløje i 1795-1797. Tagrytteren stammer fra en renovering af kirken i 1975 men er en kopi af den oprindelige.
Salen er det største danske kirkerum, der er bygget uden bærende søjler. Det er enkelt indrettet med hvid som den dominerende farve og uden egentlig udsmykning. Kirkebænkene står i modsætning til andre danske kirker på tværs af kirkerummet. Der er plads til cirka 1.000 personer. I midten på langsiden står der et liturgisk bord i stedet for det traditionelle alter.

## Galleri
- Kirkesalen
- Liturgisk bord
- Lysekrone
- Orglet fra 1865